# Honvéd Vezérkar Tudományos Kutatóhely
A Kutatóhely célja a Magyar Honvédség katonai döntéshozói munkájának támogatása, melyet különböző tudományos kutatások alapján biztosít. 

## A kutatóhely stratégiája
Az MH HVK TKH rendeltetésével, működésével, rövid-, közép- és hosszú távú fejlesztési programjaival, valamint a nemzeti kutatásokkal összhangban, a tudományos és szakmai kutatás rendszerének működtetésével támogatja a szervezet és alárendelt katonai szervezetei küldetéseinek, feladatainak tudományos és szakmai megalapozását, a parancsnoki döntéshozatalt, a tudományos képzést és továbbképzést. Megfelelő tudományos előrelátást biztosít a haderő működése, építése és a kutatás-fejlesztés területén.

## Fő célkitűzései
A tudományos gondolkodás kibontakoztatásával, tudományos eljárások és módszerek alkalmazásával és közkinccsé tételével, kutatások végzésével és az eredmények hasznosításával az MH HVK és alárendelt katonai szervezetei rendeltetésével és működésével kapcsolatos feladatok elvi alapjai kidolgozásának segítése. Honvédelmi feladatok megalapozása, tudományos és szakmai kutatóműhelyek, kutatások szervezettségének, költséghatékonyságának biztosítása, az eredmények hasznosításának támogatása, elöljárói döntések előkészítéséhez tudományos módszerek, információk biztosítása. A szakmai- és tudományos kutatások célkitűzéseinek megfelelő szervezésével, tervszerű és folyamatos végzésével, tudományos kutatási eredményekkel hozzájárulni a hadtudomány és a kapcsolódó tudományterületek fejlesztéséhez.

## Tevékenységének fő területei
Tudományos munka szervezése, kutatások végzése, a kutatási eredmények innovációjának támogatása, tudományos képzés és továbbképzés, tudományos információ ellátás, tudományos együttműködés, tudományos rendezvények szervezése, szakmai és tudományos kiadványok gondozása.

## MH HVK Tudományos Kutatóhely rendeltetése
A tudományos kutatásokról, tudományos információellátás rendjéről szóló HM utasítások és irányelvek, valamint az MH HVK vezérkarfőnök intézkedései, szakmai és tudományos kutatásokra vonatkozó irányelvei alapján, - az MH HVK állami feladatként ellátandó alaptevékenysége mellett – a tudományos munka szervezése, a tudományos és szakmai kutatások tervezése és végzése, továbbá az elért eredmények innovációja terén: A haderő, az összhaderőnemi, szárazföldi- és légierő haderőnemi, logisztikai szak-, valamint a szervezeti működés funkcionális területein katonai-szakmai feladatok előkészítését és végrehajtását támogató tudományos és szakmai kutatómunka, valamint szakértői tevékenység tervezése, szervezése, folytatása. Haderőfejlesztéssel, - tervezéssel, - szervezésével, - működtetésével, kutatás-fejlesztéssel, a haderő alkalmazásával, vezetésével és irányításával, felkészítésével, a csapatok kiképzésével, erőforrás-gazdálkodással, tapasztalatok gyűjtésével, feldolgozásával és hasznosításával kapcsolatos kutatások végzése. Tudományos kutatások eredményei kiértékelésének, közzétételének, hasznosításának és gyakorlati bevezetésének kezdeményezése, közkinccsé tételének támogatása. Szakmai és tudományos kutatás, doktori képzés és továbbképzés, tudományos információ ellátás, rendezvényszervezés, az eredmények elérhetőségének és további kutathatóságának érdekében tudományos együttműködés szervezése és fenntartása.

## Szakkönyvtár küldetésnyilatkozata
Korlátozottan nyilvános szakkönyvtárként a hadtudomány, vezetés és szervezéstudomány, valamint interdiszciplináris tudományterületek szakirodalmának gyűjtésével, feldolgozásával és közrebocsátásával segíti a Honvédelmi Minisztérium és Vezérkar dolgozóinak munkáját, információ ellátását illetve a honvédségben folyó kutatást. A Hadtudományi Szakirodalmi Integrációs Információs Rendszer (HSZIIR) tagkönyvtáraként hozzájárul a Nemzeti Közszolgálati Egyetem Egyetemi Központi Könyvtár szerverén épülő hadtudományi adatbázis építéséhez, ezen keresztül a katonai elektronikus tájékoztatáshoz.

## Könyvtár feladatai
- a szakmai irányító által meghatározott szakirodalmi igények kielégítése, a honvédségben folyó tudományos kutatómunka segítése;
- a honvédség központi tudományos tervében 1998-2000 között meghatározott kutatások tanulmányainak gyűjtése;
- a 2001-2008 között a HM által a hadtudományi kutatások keretében meghirdetett pályázatokra beérkezett tanulmányok gyűjtése;
- a nyelvi és szakmai továbbképzéshez szükséges könyvek, szótárak és egyéb információhordozók biztosítása;
- a gyűjtőkör által meghatározott állomány fejlesztése, gyarapítása és megőrzése;
- a könyvtári anyagok feltárása és a Honvédelmi Minisztérium illetve Magyar Honvédség vezető és végrehajtó szervei részére történő rendelkezésre bocsátása;
- a szakkönyvtár a gyűjtőkörének megfelelő területen a szakmai tájékoztatási (információs) rendszer része. A NKE HHK könyvtárának vezetésével-a többi honvédségi szakkönyvtárral együttműködve- részt vesz a szakirodalom számítógépes feldolgozásában, a hadtudományi adatbázis építésében;
- a szakmai irányító által meghatározott közművelődési feladatok ellátása;
- a könyvtár rendelkezik Internet hozzáféréssel, melynek segítségével a felhasználók részére tájékoztatást biztosít az Országos Dokumentumellátó Rendszerben szereplő nyilvános könyvtárakban fellelhető dokumentumok elérhetőségéről;
- könyvtári hírlevél készítése: - új könyvekből figyelemfelkeltő ajánló készítése, - színházjegy árusítás - hírlevélben való közzététel;
- részvétel a honvédségi könyvtárak közötti dokumentum és információcserében, könyvtárközi kölcsönzésben;
- a szakmai könyvbemutatók szervezése, megrendezése.

## Szakkönyvtár fő gyűjtőköre
A hadtudomány, hadtörténelem, haditechnika, vezetés és szervezéstudomány, védelem és biztonságpolitika valamint az interdiszciplináris tudományterületek szakirodalma. Gyűjtőkörébe tartoznak még általános tudományelméleti kézikönyvek, a társadalom-, természet- és műszaki tudományok legátfogóbb kézikönyvei, illetve szépirodalmi művek.

## A szakkönyvtár állományát képzik
- könyvek: 29 035 db kötet
- tanulmányok: 516 db
- folyóiratok: 79 féle folyóirat (39 magyar nyelvű, 40 idegen nyelvű)

A folyóiratokról bővebben: Folyóiratok